# David Lee (siatkarz)

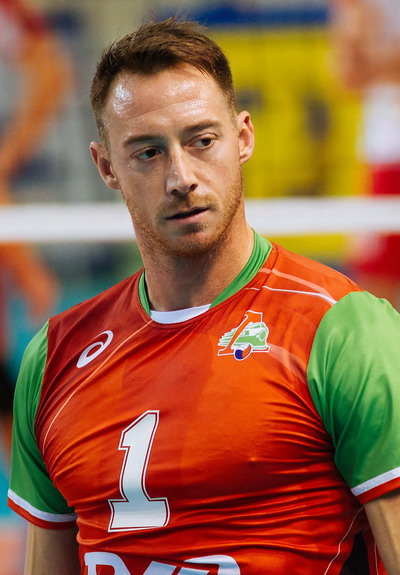
David Lee zawodnikiem Lokomotiwu Nowosybirsk

David Cameron Lee (ur. 8 marca 1982 w Alpine) – amerykański siatkarz, reprezentant kraju, grający na pozycji środkowego. 
W reprezentacji USA zadebiutował w 2003 roku.

## Kariera klubowa
| Lata                      | Klub                                    |
| 2001–2004                 | California State University, Long Beach |
| 2004                      | Caribes de San Sebastián                |
| 2005                      | Castelo da Maia Ginasio Clube           |
| 2005–2006                 | Rennes Volley 35                        |
| 2006–2008                 | Halkbank Ankara                         |
| 2008–2009                 | Trenkwalder Modena                      |
| 2009–2010                 | Lokomotiw Nowosybirsk                   |
| 2010–2011                 | Kuzbass Kemerowo                        |
| 2011–2012                 | Dinamo Moskwa                           |
| 2012–2013                 | Zenit Kazań                             |
| 2013–2014                 | Shanghai Tang Dynasty                   |
| 2014–2015                 | Lokomotiw Nowosybirsk                   |
| 2016–2016 (od 25.01.2016) | PAOK Saloniki                           |
| 2016–2017                 | Ziraat Bankası Ankara                   |
| 2018–2018 (od 08.01.2018) | UPCN Vóley Club                         |
| 2018–2019                 | Kochi Blue Spikers                      |
| 2021–2022                 | Calicut Heroes                          |

## Jako siatkarz

### Sukcesy klubowe
Puchar CEV:
- 2007

Liga turecka:
- 2008

Puchar Rosji:
- 2010

Puchar CEV:
- 2012

Liga rosyjska:
- 2012
- 2013

Superpuchar Rosji:
- 2012

Liga Mistrzów:
- 2013

Liga chińska:
- 2014

Liga grecka:
- 2016

Liga argentyńska:
- 2018

Liga indyjska:
- 2019, 2022

### Sukcesy reprezentacyjne
Puchar Ameryki:
- 2005

Mistrzostwa Ameryki Północnej, Środkowej i Karaibów:
- 2005, 2007, 2013
- 2009, 2011

Puchar Panamerykański:
- 2006

Igrzyska Panamerykańskie
- 2007

Liga Światowa:
- 2008, 2014
- 2012
- 2007, 2015

Igrzyska Olimpijskie:
- 2008
- 2016

Puchar Świata:
- 2015

### Nagrody indywidualne
- 2007: Najlepszy blokujący turnieju finałowego Pucharu CEV
- 2011: Najlepszy blokujący Mistrzostw Ameryki Północnej, Środkowej i Karaibów
- 2013: Najlepszy blokujący turnieju finałowego Ligi Mistrzów
- 2014: Najlepszy środkowy Ligi Światowej

## Jako trener

### Sukcesy klubowe
Liga indyjska:
- 2023, 2024